# Force (philosophie)

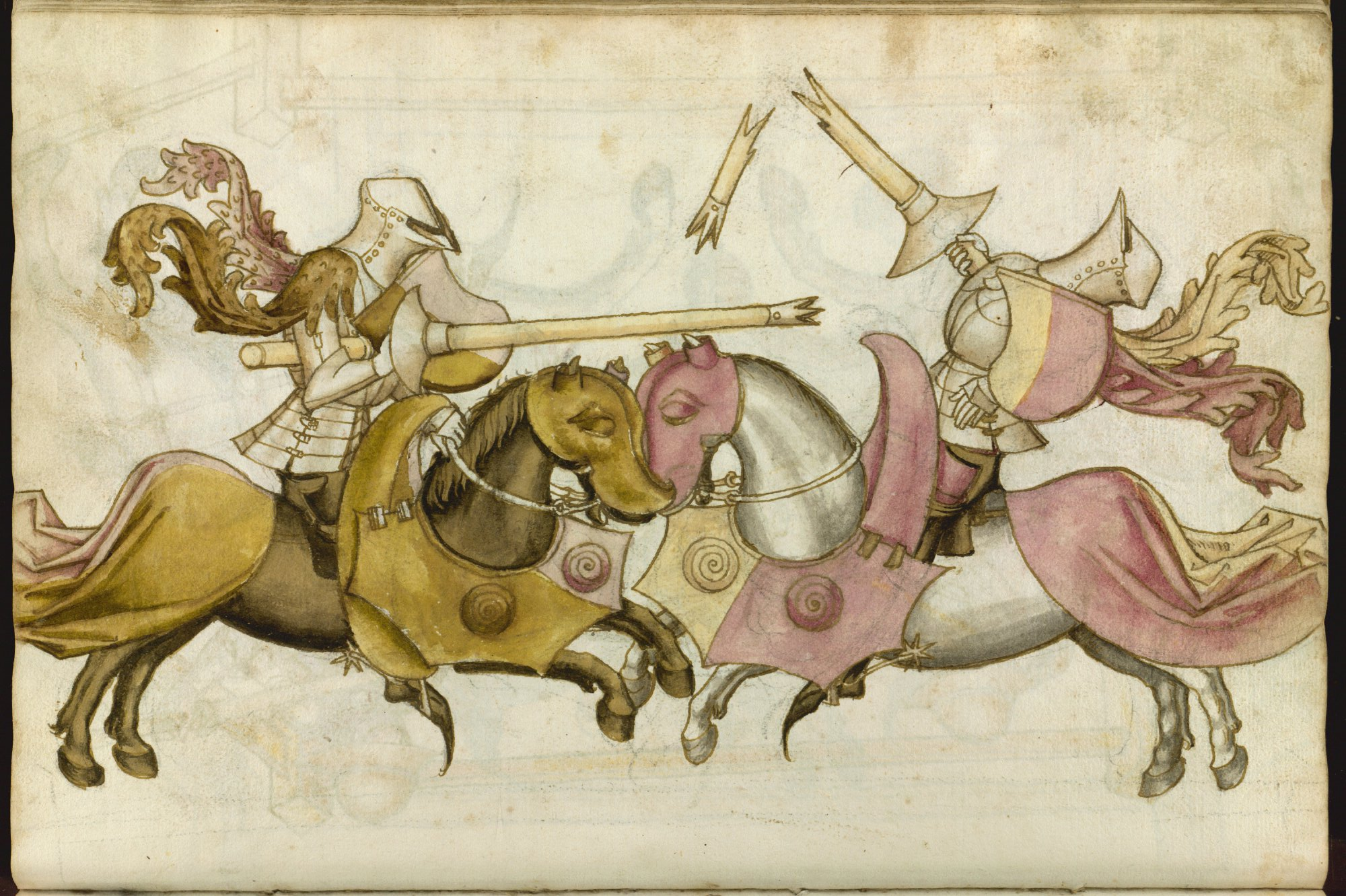
L'affrontement physique met en jeu des forces contradictoires.

Dans le contexte de la mécanique, la force est le principe physique ou métaphysique en vertu duquel un corps est capable d'effectuer des changements, en particulier des mouvements ou des modifications du mouvement. Dans la tradition romantique, la force est un principe qui régit tous les phénomènes en tant que manifestations de la vie.  
Le terme lui-même a changé de sens à plusieurs reprises au cours de l'histoire européenne. Au début du XVIIe siècle, Galilée et Descartes l'associent à la masse et à la vitesse, tandis qu'à la fin du XVIIe siècle, Newton l'identifie à une action à distance. Au milieu du XIXe siècle, Helmholtz établit le principe de la conservation de l'énergie et fonde la cinétique moderne. Dans un registre plus proche du romantisme, des philosophes tels que Schelling ou Schopenhauer désignent par force (Kraft) ce qui constitue l'essence dynamique de la matière, dont le principe se situe en dehors de la chaîne des causes et des effets.
La notion de force excède par ailleurs le domaine de la physique : si ses enjeux théoriques et techniques sont évidents, elle comporte aussi des conséquences morales et politiques, et renvoie à la question de la légitimité de son emploi, ou à celle de sa valeur propre sur le plan moral. La force devient une notion centrale dans la philosophie européenne au tournant des XIXe et XXe siècles, et sa valorisation conduira un certain nombre de philosophes et intellectuels à légitimer la guerre.

## Aristote et la scolastique

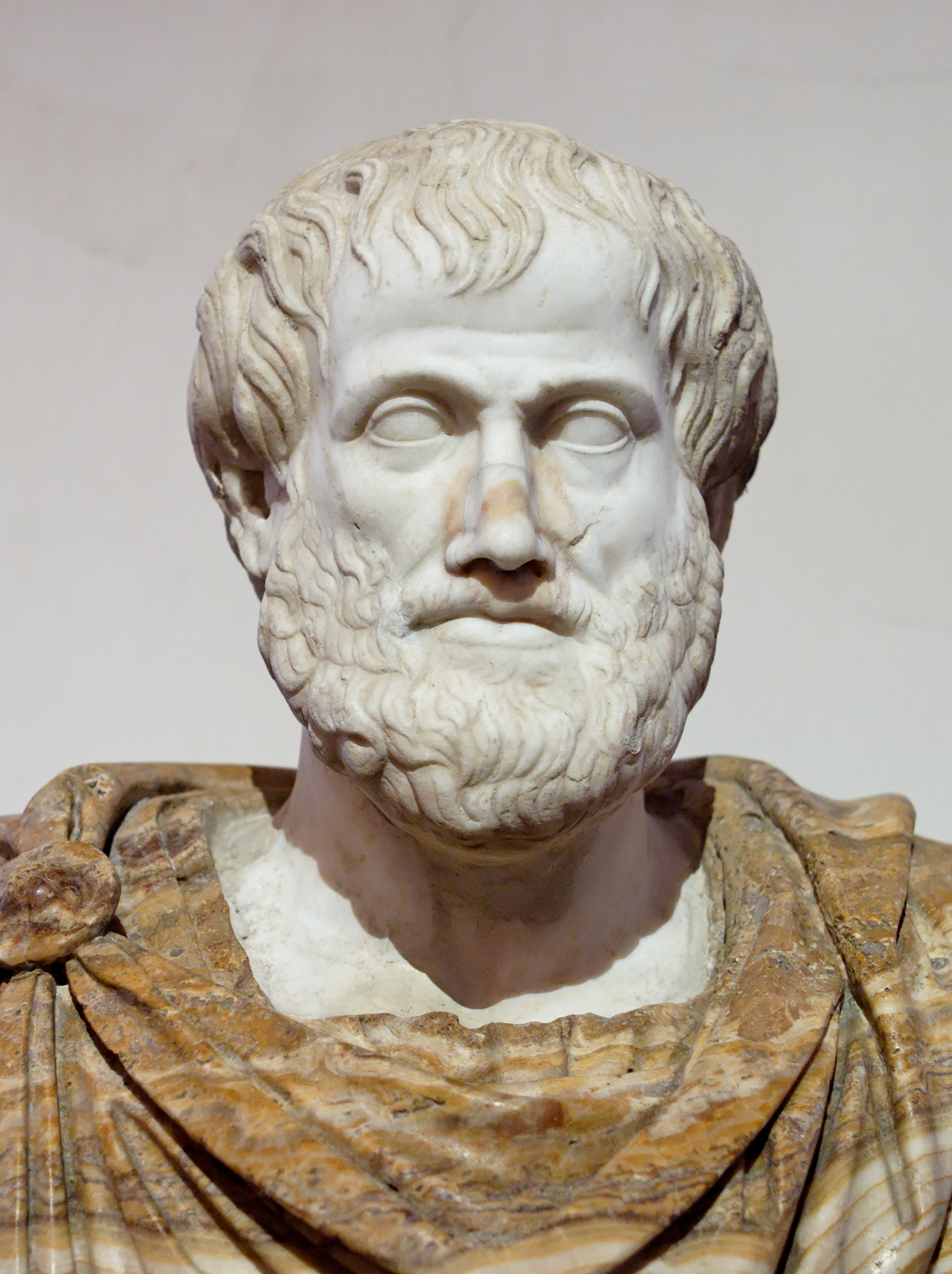
Buste d'Aristote.

### La dynamique d'Aristote
Aristote forge le terme d'energeia (« énergie ») pour rendre compte de toutes les forces qui s'exercent dans la nature. Il fonde l'étude de la physique comme « science théorétique » à partir de quelques principes et de quelques définitions fondamentales. La nature (phusis), dont traite la « physique », se définit par le mouvement. Tous les êtres naturels ont en eux-mêmes immédiatement et par essence un principe de mouvement et de fixité. Ils sont qualifiés d'« automobiles » lorsqu'ils sont ainsi animés d'un mouvement propre, à l'instar de l'arbre qui pousse sans qu'aucune action extérieure ne s'exerce sur lui, ou d'un corps qui tombe vers le sol. Ces êtres sont dits « en repos » lorsqu'ils ont atteint leur état naturel le plus parfait (le plus conforme à leur essence). Pour Aristote, c'est le passage de la puissance à l'acte – l'énergie de la puissance qui se déploie tout le temps de l'accomplissement – qui constitue le mouvement. Le mouvement est ainsi energeia atelês (« énergie non finalisée »), action dont la mise en œuvre n'atteint pas (encore) sa fin. Il équivaut à « un acte, mais incomplet ou imparfait »
Bien qu'on puisse la considérer comme une théorie au sens propre du terme, la physique aristotélicienne n'en reste pas moins proche des intuitions courantes lorsqu'elle associe à tout mouvement un « moteur »  et une finalité : de même que tout effet a une cause, tout mouvement a en particulier un moteur dirigé vers un état final. La définition du mouvement comme acte conjoint d'un mobile et d'un moteur implique que le mouvement s'arrête avec l'action du moteur : il ne peut persévérer de lui-même que lorsque le moteur réside dans le corps mobile lui-même, ce qui est le cas avec les êtres naturels, mais non avec les artéfacts (roues, projectiles, etc.). Lorsque l'état final est atteint, le mouvement cesse. C'est donc sur le modèle de la dynamique humaine qu'Aristote construit sa dynamique générale, où le mouvement s'apparente à une tendance qui s'exerce en continu sur un être jusqu'à ce qu'il atteigne sa position naturelle. Qu'il s'agisse des mouvements naturels qui procèdent d'une tendance intérieure, ou des mouvements violents dépendant d'une puissance extérieure, il y a toujours une force qui est cause du mouvement.

### L'impetusdes scolastiques

Les trois étapes de l'impetus d'après Albert de Saxe.

Selon Aristote, l'action du moteur sur le mobile suppose leur contact. La persistance du mouvement des projectiles constitue alors un problème qui va se poser de façon plus vive à la fin du Moyen Âge dans la pensée scolastique. La théorie scolastique de l'impetus (« impulsion ») tente de résoudre ce problème, tout en s'intégrant dans le paradigme aristotélicien. D'après cette théorie, lorsque le moteur entre en contact avec le mobile, il peut lui communiquer un impetus, qui est une sorte de force motrice capable de le mouvoir un certain temps. Cette impulsion s'use progressivement, à un rythme qui dépend de la quantité de force motrice qui a transité dans le mobile, ce qui explique que les projectiles finissent par s'arrêter. Les corps ont donc la capacité d'intérioriser une force, mais il ne peut y avoir de mouvement sans l'exercice actuel de cette force.
La théorie de l'impetus donne lieu à des discussions passionnées, d'un intérêt pratique incontestable au moment où se développe l'artillerie. Il s'agit alors de déterminer la forme précise de la trajectoire d'un projectile provenant d'une arme à feu. C'est dans ce contexte que le savant parisien Albert de Saxe introduit une troisième étape dans la théorie à deux étapes héritée de la tradition avicennienne. Durant l'étape initiale, l'impetus est dominant, et la gravité inhérente au projectile est considérée comme négligeable : le résultat est un mouvement en ligne droite. Lors d'une seconde étape, la gravité se rétablit et la trajectoire du projectile commence à s'écarter de la ligne droite en suivant une courbe régulière. Puis, lors de l'étape finale, l'impetus est complètement dépensé, et la gravité seule entraîne le projectile vers le bas le long d'une ligne verticale. Cette théorie constitue l'une des premières tentatives de mathématisation de la force gravitationnelle.

## Galilée: une première conception mécaniste du mouvement

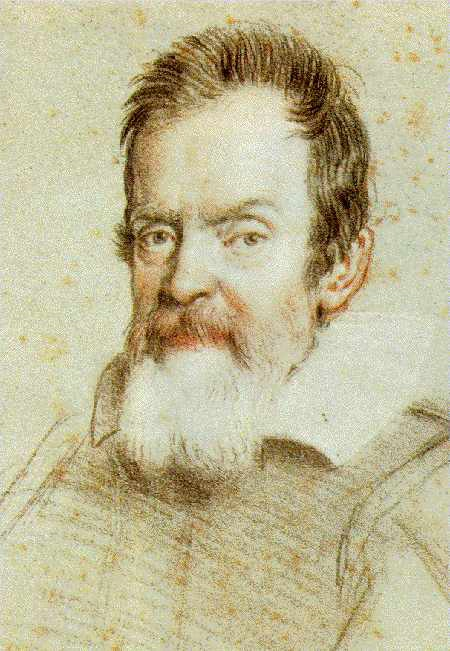
Portrait au crayon de Galilée.

La première conception moderne du mouvement est due à Galilée qui conçoit le mouvement indépendamment de la force et fonde ainsi la mécanique moderne. Son Dialogue sur les grands systèmes du monde, publié en 1632, et ses Discours sur deux sciences naturelles, paru en 1638, contribuent de façon décisive à la constitution de la mécanique moderne en partant de l'idée que certains mouvements n'ont pas besoin de cause pour persévérer. Il y développe les deux thèses suivantes:
1. Le mouvement n'est pas une force ou un processus qui affecte la nature même des choses, mais une modification de leurs relations dans l'espace en fonction du temps. Le mouvement relève alors de la même catégorie que le repos, défini comme la conservation de ces mêmes relations.
2. Ce n'est pas le mouvement qui doit être expliqué, mais le changement de mouvement. Dans le cas de la chute libre des corps, ce n'est pas l'existence du mouvement des corps lourds vers le centre de la terre qui pose problème, mais son accélération dont Galilée a prouvé qu'elle était uniforme.

Malgré sa conception mécaniste et relativiste du mouvement, Galilée conserve la notion de force pour rendre compte du mouvement « violent » ou artificiel, que l'analyse de la chute libre des corps ne permet pas de comprendre. Il s'inspire alors de l'étude des machines simples : la force est ce qu'on applique à une machine simple, tel qu'un levier ou une poulie, pour élever un poids. La force est un mouvement violent qui s'oppose au mouvement naturel qui conduit les corps vers le bas.

## Newton: «force imprimée» et «gravitation universelle»

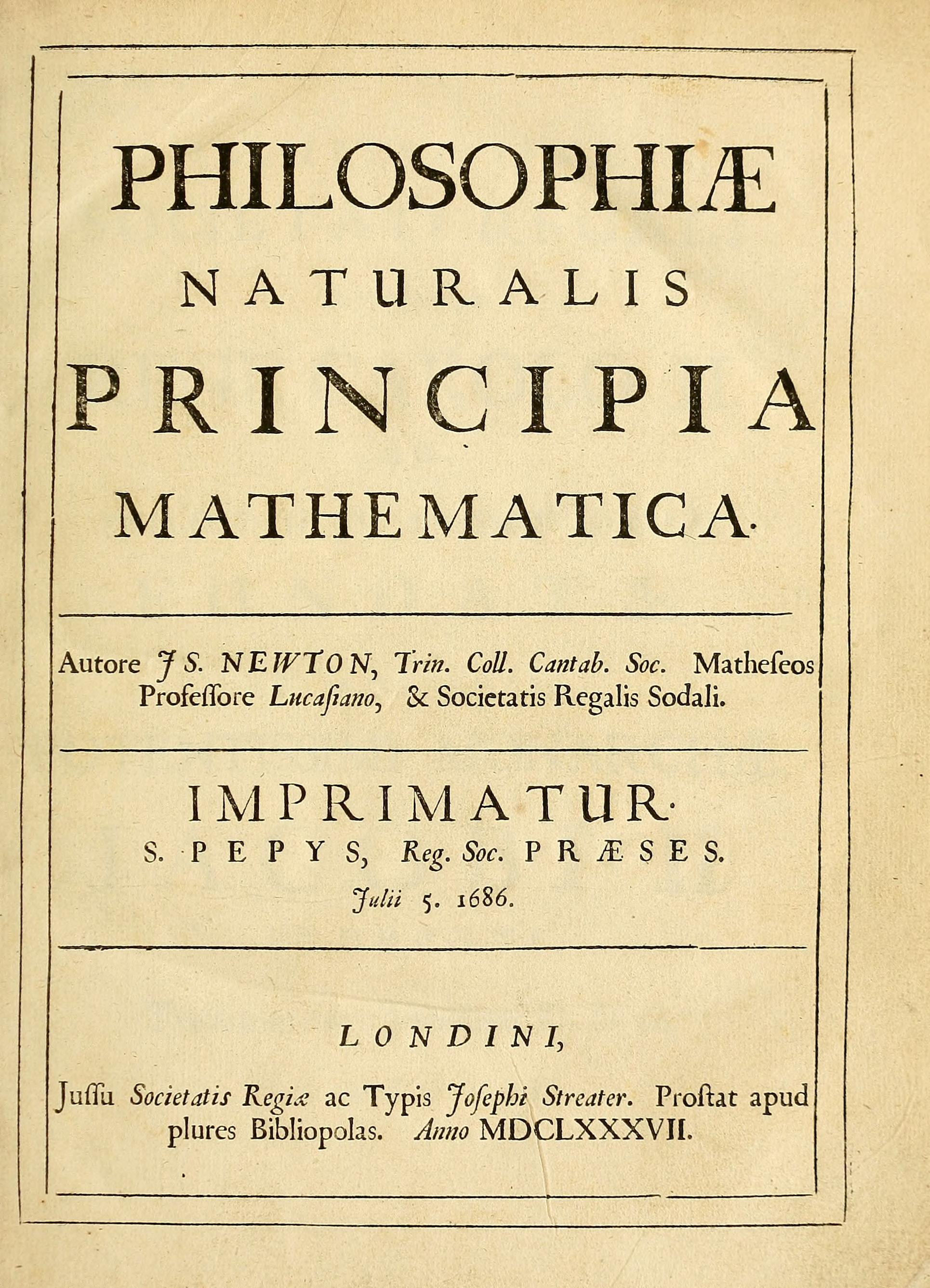
Page titre de la première édition des Principia Mathematica de Newton.

Alors que pour Galilée, les corps ne tombent pas naturellement sous l'action d'une force extérieure, mais en vertu d'une tendance naturelle qu'ils ont tous en tant que corps lourds (« corps graves ») et qui les dirige vers le centre de la terre, Isaac Newton rompt avec la conception « internaliste » et téléologique du mouvement pour ne retenir que l'action qui s'exerce de l'extérieur, de façon purement mécanique. Contrairement à Descartes qui réduit la force à la réalisation d'un mouvement, Newton place la force au fondement de sa physique. Par ailleurs, il privilégie un type de force qui semble à son époque particulièrement mystérieuse : la gravitation.
Au début des Principia Mathematica, paru en 1687, Newton distingue deux espèces de force : 
1. la vis insita ou force inertielle : « pouvoir de résistance par lequel chaque corps  persévère […] dans son état actuel de repos ou de mouvement uniforme en ligne droite. » ;
2. la vis impressa ou force imprimée : « action exercée sur un corps, qui a pour effet de changer son état de repos ou de mouvement rectiligne uniforme ».

La force inertielle est ce qui résiste à un changement de mouvement, alors que la force imprimée est précisément ce qui engendre un tel mouvement. Associée à l'idée de mouvement, la force se réduit donc à la force imprimée. La prétendue force inertielle correspond à ce que l'on appellera plus tard le « principe d'inertie », principe ou loi qui pose que le mouvement rectiligne uniforme et le repos sont des états qui se conservent d'eux-mêmes. Dès lors, la force d'inertie devient superflue pour expliquer le mouvement inertiel des corps : elle se manifeste seulement lorsqu'un corps résiste à une action extérieure. À proprement parler, la force ne concerne plus que les modifications du mouvement. La seconde loi de Newton établit en ce sens que le changement du mouvement est proportionnel à la force imprimée.
L’œuvre de Newton instaure une séparation de fait entre l'analyse mathématique de la force, seule réalisable par l'intelligence humaine, et l'explication physique. Parce que la notion d'attraction est physiquement incompréhensible, la seule chose que peut faire le physicien est de la mettre en équation. Newton définit ainsi la gravitation universelle comme une force mystérieuse qui s'exerce à distance et instantanément. Elle correspond à l'action d'une masse ponctuelle m1 sur une masse ponctuelle m2 qui est proportionnelle au produit de m1 et de m2, et inversement proportionnelle au carré de la distance qui les sépare.
À la suite de Newton et jusqu'au milieu du XIXe siècle, l'objectif des physiciens va être d'adapter son analyse mathématique à toute la physique, et de décrire l'ensemble des phénomènes, y compris psychiques, en termes de forces conçues sur le mode de l'attraction universelle. Le philosophe Johann Friedrich Herbart, premier penseur à avoir tenté d'élaborer une psychologie scientifique, transposera même le concept newtonien de force d'attraction au domaine des idées et des représentations.

## Leibniz et la métaphysique de la force

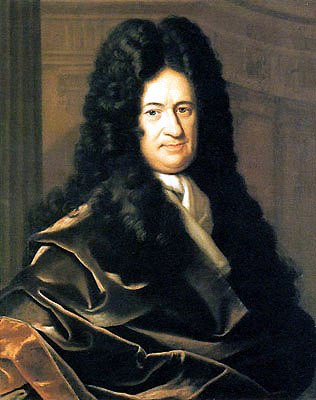
Gottfried Wilhelm von Leibniz.

La force ne fait pas chez Leibniz l'objet du même type de définition que chez Newton. Il ne s'agit pas pour lui d'un phénomène physique s'exerçant sur des corps, ou d'une caractéristique de ces corps, mais bien d'une réalité métaphysique dont l'idée permet d'éclairer celle de « substance », :
« Je dirai que la notion de vis ou virtus (que les Allemands appellent Kraft, les Français la force), à laquelle je destine pour l'expliquer la science particulière de la Dynamique, apporte beaucoup de lumière à la vraie notion de substance. »
Associée systématiquement à la substance dont elle est en quelque sorte la manifestation extérieure (étymologiquement, la « substance » est ce qui se tient dessous et se conserve), la force est d'emblée soumise à un principe de conservation comparable à celui de la substance. Ce qui se conserve, d'après Leibniz, c'est la « force vive », et non la quantité de mouvement, comme le prétendait Descartes. Cette notion est à l'origine du concept d'énergie cinétique, dont la valeur a été exprimée par Coriolis en 1829, et qui met en rapport la masse d'un corps avec sa vitesse (la force vive équivaut au demi-produit de la masse d'un corps par le carré de sa vitesse, soit ½ mv²).
Pour Leibniz, la force est par essence active et ne peut être ramenée à un quelconque mouvement d'inertie. Il refuse l'idée newtonienne de force d'attraction, qu'il tient pour un « miracle perpétuel »,. Sa conception est plus proche de celle d'Aristote et de la tradition scolastique que des modernes puisqu'il réhabilite la notion d'entéléchie (mouvement dirigé vers son état final) et de passage de la puissance à l'acte. Il affirme en ce sens que la force « contient un certain acte ou entéléchie et est intermédiaire entre la faculté d'agir et l'action elle-même ». Elle est pour lui un « pouvoir d'agir », inhérent à toute substance, en sorte que « toujours quelque acte provient de lui ».
Au XIXe siècle, alors que la notion leibnizienne de « force vive » tend à être complétée en mécanique par les termes mieux définis de « travail », d' « énergie mécanique » ou d'« énergie cinétique », elle retrouve une actualité dans les sciences de la vie sous le terme de « force vitale », ainsi que dans les sciences nouvelles de l'électricité et du magnétisme (« forces électromagnétiques », « champs de forces », etc.),

## Euler et la conception mécaniste des Lumières

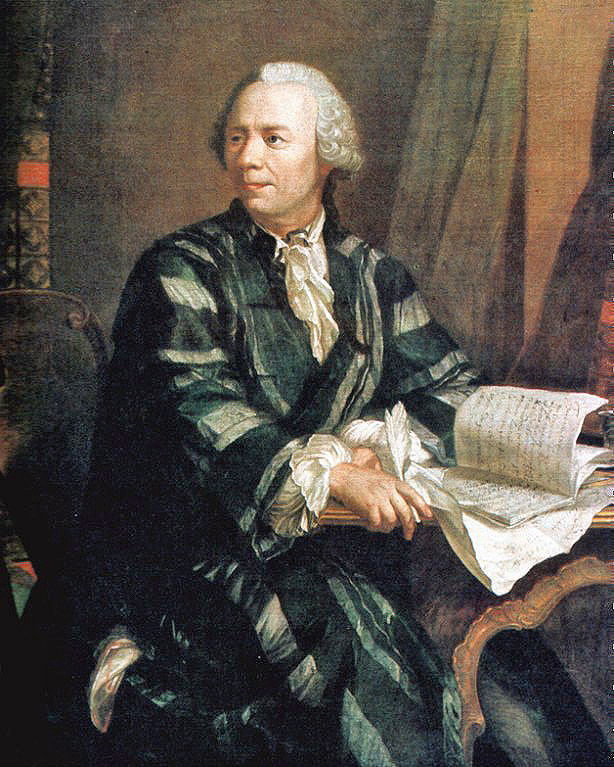
Leonhard Euler représenté en homme de lettres.

En 1760, le physicien et mathématicien Leonhard Euler expose sa conception de la force physique dans ses Lettres à une princesse d'Allemagne, où s'exprime le point de vue majoritaire au sein de la tradition mécaniste des Lumières. Il conçoit la force sur le modèle de la gravitation universelle de Newton et la relie directement aux dimensions physiques (taille, volume, densité) des objets qui la possède :
« Le soleil et toutes les planètes sont doués d'une semblable vertu d'attraction par laquelle tous les corps sont attirés […] Si le corps de la terre était plus grand ou plus petit, la gravité des corps serait aussi plus grande ou plus petite. D'où l'on comprend que tous les autres grands corps de l'univers, comme le soleil, les planètes et la lune, sont doués d'une force attractive semblable, mais plus ou moins grande suivant qu'ils sont eux-mêmes plus ou moins grands. »
La force est donc pour Euler une propriété des corps, un pouvoir qu'ils possèdent en raison même de leur qualité de corps. Elle est plus exactement une propriété de la matière, idée que partage également Denis Diderot en France. Ce dernier étend même ce point de vue à la sensibilité, interprétée comme un développement de la force (« sensibilité universelle »). Mais d'après eux, les causes des changements d'état des corps leur sont extérieures, et il ne faut donc accepter que l'existence de forces externes. La question se pose alors de savoir quelle est la nature de ce pouvoir que possède la matière. L'analyse mathématique de ses manifestations doit expliquer comment il s'exerce sur les autres corps, mais elle laisse de côté la question de sa nature. 
Cette conception prévaut pendant deux siècles à partir de Newton, en dépit des difficultés logiques qu'Euler qualifie lui-même d'étrangeté, telle que l'action à distance. Ce n'est qu'après 1915 que cette « étrangeté » trouvera son explication avec la théorie de la relativité générale : la gravitation n'y est plus interprétée comme l'action d'un corps sur un autre mais comme une modification de la géométrie de l'espace entre les corps, alors lui-même considéré comme un être physique.

## Romantiques allemands, Schopenhauer

### Herder et la force comme pouvoir naturel

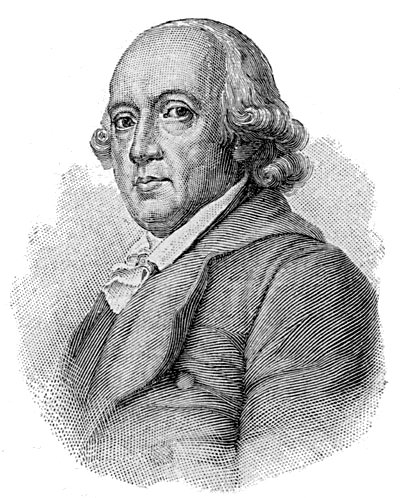
Johann Gottfried Herder.

Johann Herder développe tout au long de son œuvre une philosophie de la nature et de l'homme où l'esprit et la matière correspondent en réalité à différents niveaux d'organisation d'une seule et même force (Kraft ou Trieb) sous-jacente à toutes ses manifestations. Il place ainsi la force au fondement de la réalité, comme un principe unique se déclinant de différentes façons.
Dans un essai intitulé Du connaître et du sentir de l'âme humaine, paru en 1778, Herder tente de surmonter l'opposition classique entre le corps et l'esprit en avançant l'idée que l'esprit consiste principalement en un système de forces qui se manifestent par le comportement corporel des individus. De façon plus générale, c'est la nature tout entière qui implique l'action de  forces. L'ensemble du réel doit en effet être considéré comme un même organisme vivant, certes diversifié, mais unifié en profondeur par les forces organiques qui s'y expriment. Cette position repose sur la thèse de l'unité de la force organique dans la nature, qui prime sur l'unité qu'on peut trouver en chaque individu. 
Herder se montre par ailleurs sceptique quant à la possibilité de savoir ce qu'est la force ; il se contente de la définir de façon minimale comme un pouvoir naturel de produire un certain type de comportement corporel, pouvoir qui est présent dans les corps eux-mêmes. Il place ainsi le principe de la force dans chaque produit de la nature, ce qui conduit certains auteurs (H. B. Nisbet, Frederick Beiser) à interpréter sa théorie comme une forme de « vitalisme » ou de « panvitalisme ». 
De son côté, Michael Forster voit dans la conception herderienne de la force une façon de résoudre le problème de la relation corps-esprit. Elle présente, selon lui, trois avantages majeurs sur les conceptions rivales concernant cette question: 
1. Elle relie théoriquement les processus psychiques au comportement corporel correspondant, ce que ne parviennent pas à faire les théories dualistes, pas plus que les théories de l'identité esprit-cerveau.
2. Elle évite de réduire les processus psychiques au comportement, de sorte à pouvoir intégrer les états subjectifs qui ne se traduisent par aucun comportement manifeste (les rêves, les émotions réprimées, etc.).
3. Elle est compatible avec l'idée de réalisation physique multiple des processus psychiques, dont la production peut se faire de façon différente selon les individus ou les espèces (l'émotion de peur, par exemple, n'implique pas les mêmes types de processus cérébraux au sein du règne animal).

En dehors même des interprétations qui peuvent en être faites, la notion de force reste une notion clé chez Herder qui doit permettre de penser le dépassement du dualisme. En effet, elle ne renvoie pas à une substance déterminée ou à une propriété particulière, mais à une potentialité de l'être qui se réalise dans ses diverses manifestations.

### Schelling et la philosophie de la nature

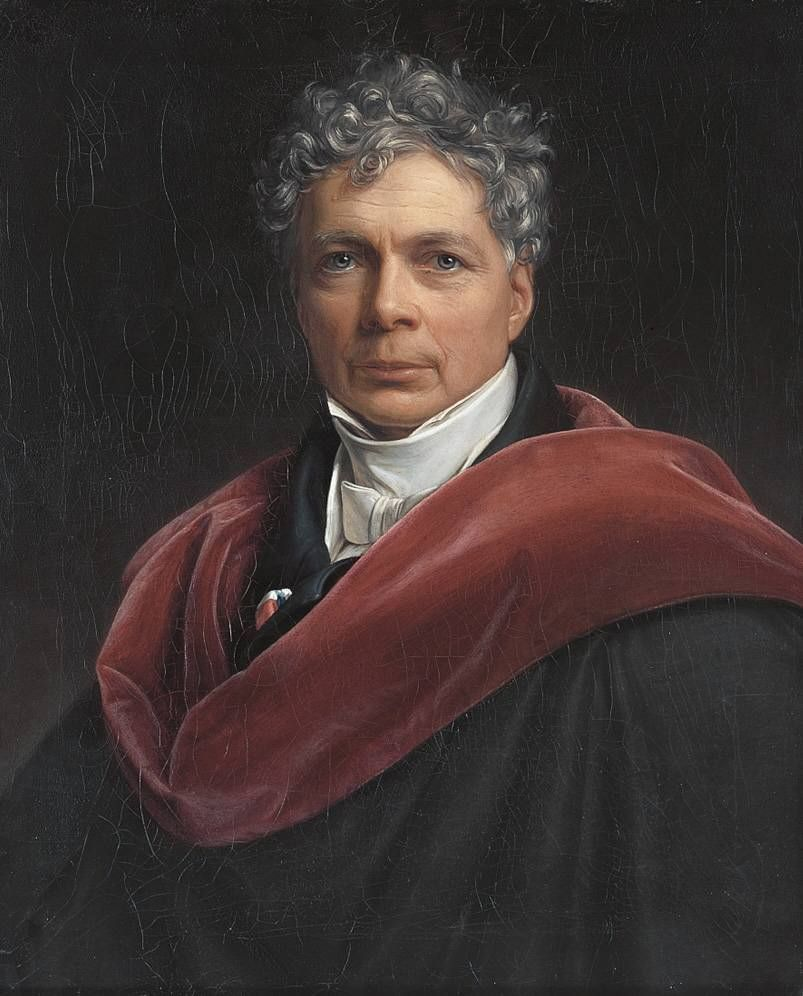
Portrait de Friedrich Wilhelm Joseph von Schelling, peint en 1835.

Friedrich Schelling reprend à la philosophie préromantique de Herder et du philosophe français Saint-Martin (dont les œuvres se répandaient en Allemagne) l'idée que la nature est un système de forces indépendant et autonome grâce à une puissance infinie de rajeunissement. Cette puissance vient rétablir l'équilibre entre les forces opposées chaque fois que cet équilibre a été détruit par la prévalence de l'une d'entre elles. Tandis que le mécanisme (cartésien ou newtonien) détermine des lois de correspondance entre les phénomènes dont il réduit les caractères aux aspects mesurables, la philosophie de la nature de Schelling (Naturphilosophie) la considère comme un tout qui règle l'action des forces opposées. Sans cette activité régulatrice, les forces individuelles agiraient dans le sens de leur mutuelle destruction. 
Dans sa philosophie de la nature, qu'il développe de façon explicite pour la première fois en 1797 dans ses Idées pour une philosophie de la nature, puis en 1798 dans L'Âme du monde, Schelling oppose les forces dynamiques constitutives du monde selon un schéma bipolaire, par la notion de dédoublement par polarité. L'électricité et le magnétisme en fournissent le type. La polarisation magnétique se spécifie d'ailleurs jusque dans les phénomènes biologiques et psychiques, conscients et inconscients. Sur terre, la lumière solaire et l'oxygène sont opposés l'un à l'autre dans leur produit – l'air vital – comme le sont l'électricité positive et l’électricité négative. L'oxygène s'oppose à son tour au phlogistique comme le positif au négatif, et la combustion est l'union et le retour à l'équilibre de ces termes opposés. Quant à l'activité de l'être vivant, elle est due à l'action de forces compensatrices qui, en établissant de nouveaux équilibres, font renaître des oppositions. Cette activité oscille tout entière entre la « sensibilité » et l' « irritabilité », entre la passivité du corps et sa réactivité. La nature est elle aussi, action vivante, activité autonome et constructive d'elle-même. 
C'est donc la notion d'une force « organisante » ou « auto-formatrice » de la nature qui constitue le dénominateur commun aux phénomènes physiques, chimiques, électriques et magnétiques, et non celui d'une « force motrice » purement mécanique comme chez Newton. Ainsi entendue, la force constitue pour Schelling l'essence « non-sensible » de la nature, commune aux êtres physiques et à l'esprit. Il l'interprète comme une essence obscure de la réalité dont nous ne pouvons saisir que les manifestations dans la nature ou en nous-mêmes. Cette manière de voir est à l'origine de la notion romantique d' « Inconscient ». Elle est adoptée à la suite de Schelling par certains penseurs romantiques allemands, dont Carl Gustav Carus qui l'identifie à son Inconscient, ou Eduard von Hartmann pour qui l'Inconscient est une force fondamentale et universelle de la nature dont la conscience n'est qu'une manifestation superficielle et dégradée.

### Schopenhauer et la nouvelle métaphysique de la force

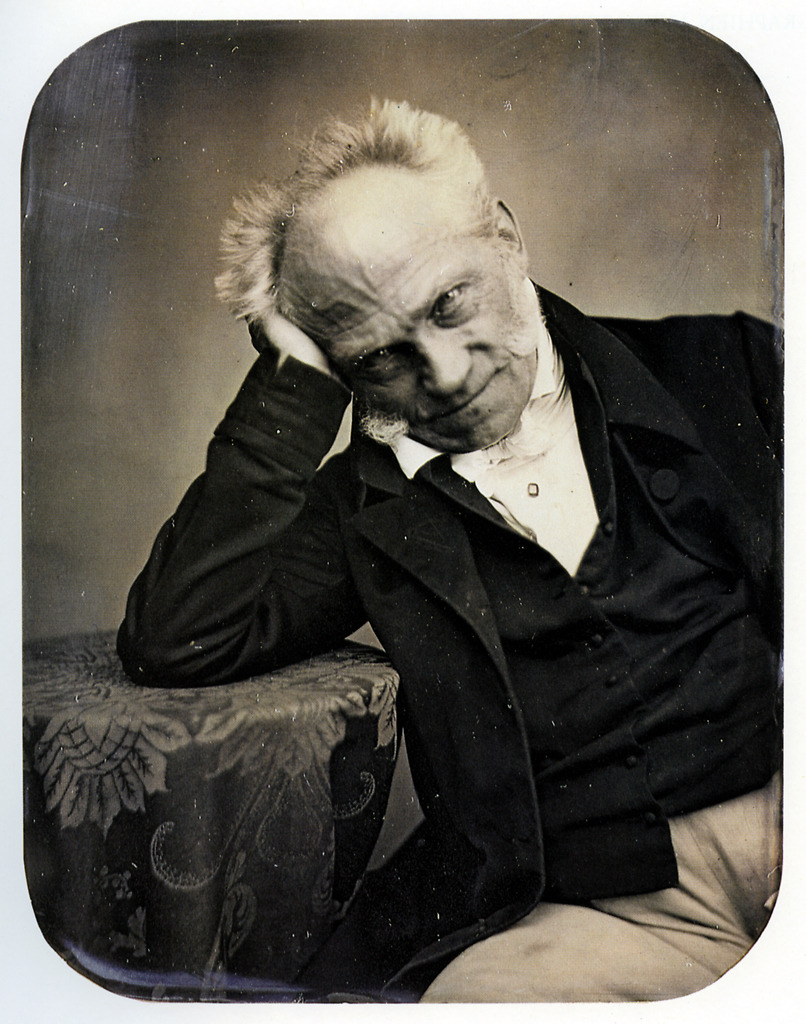
Arthur Schopenhauer en 1852.

C'est d'abord dans une perspective kantienne que le philosophe Arthur Schopenhauer fait de la force, corrélée à la notion de « Volonté », la meilleure approximation que le sujet connaissant puisse atteindre de la « chose en soi ». Le monde tout entier est pensé analogiquement comme force, depuis les règnes minéraux et végétaux jusqu'au règne animal. Avec Schopenhauer, la métaphysique et la physique se correspondent comme la notion de force (physique, chimique, vitale, psychologique) correspond à celle de causalité. C'est l'expérience interne du vouloir qui nous fait connaître le plus clairement cette force. Inversement, la causalité, si obscure en nous-mêmes que nous avons l'illusion du libre arbitre, n'est clairement déterminée que dans la connaissance objective des lois de la nature. 
Schopenhauer fait de la force le « substrat » de la matière dont la « Volonté » est le principe :
« La matière étant l'aspect visible de la Volonté, et chaque force étant la Volonté même, il ne peut y avoir de force sans substrat matériel, ni inversement de corps sans des forces qui y résident et qui sont précisément ce qui le fait tel qu'il est […] Force et matière sont inséparables, parce qu'au fond elles ne font qu'un. »
Ne supposant que des forces primitives comme manifestations particulières d'une volonté universelle, la philosophie de Schopenhauer est ainsi censée surmonter les querelles du matérialisme et de l'idéalisme.

## Philosophies naturalistes de la force

### Helmholtz et le principe de conservation de la force

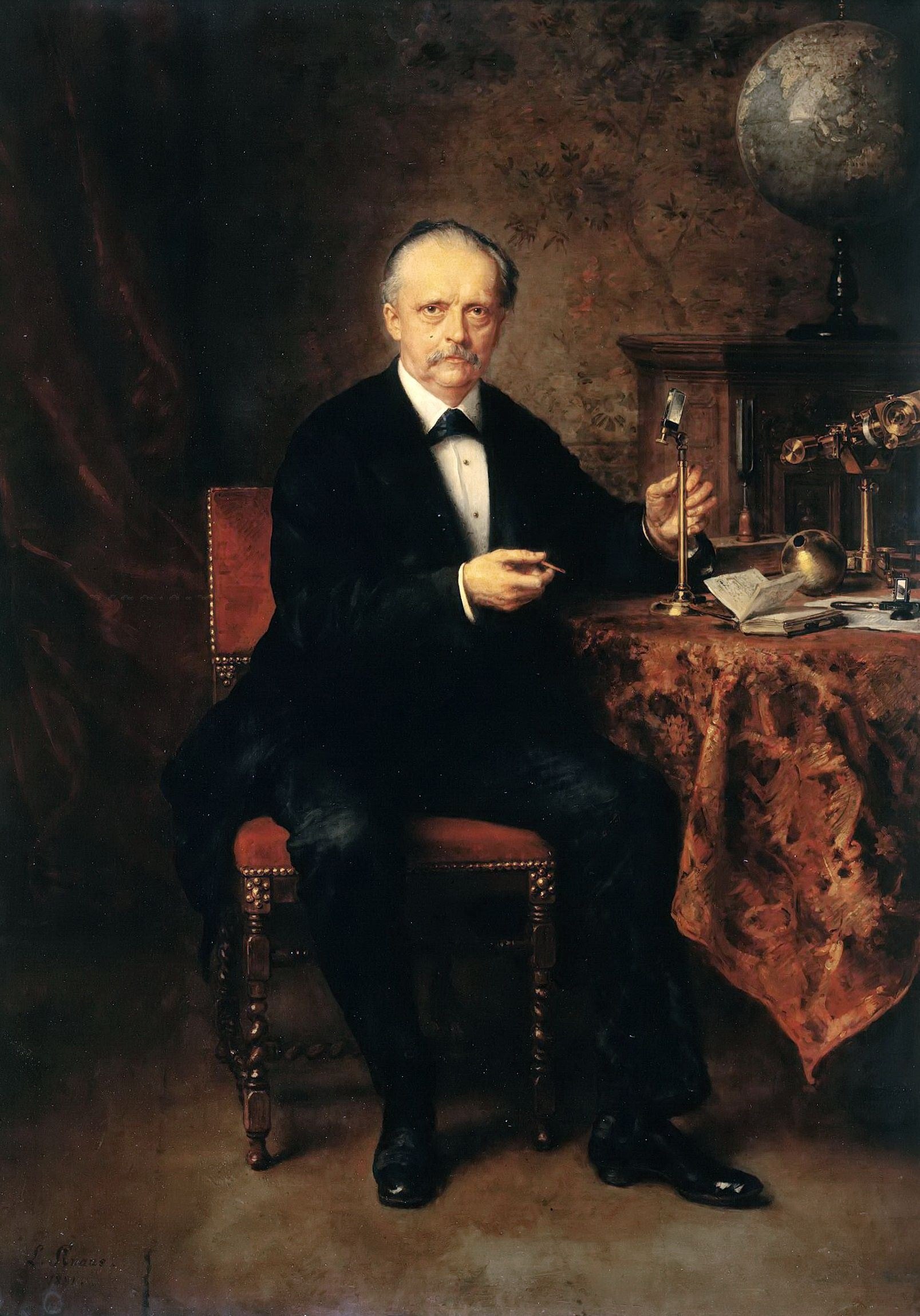
Hermann von Helmholtz représenté en homme de science sur une toile de 1881.

Le physiologiste et physicien allemand Hermann von Helmholtz reprend et approfondit le principe de conservation de la force que Huygens 
et Leibniz avaient introduit, et définit en mécanique la notion de « force conservative ». En s'appuyant sur ce principe, il développe une argumentation pour justifier l'idée que les phénomènes de la nature peuvent tous être rapportés à une même force, idée qui sera reprise dans le cadre plus philosophique du monisme naturaliste. Le principe de la conservation de la force implique en effet une certaine unité du monde physique. L'ambition de Helmholtz lui-même dans son essai de 1847 était de montrer que les phénomènes connus à son époque pouvaient être unifiés sous l'égide d'une entité qui se conserve.
C'est en 1847, à une époque où la thermodynamique commence à se constituer, que Helmholtz publie son mémoire sur la conservation de la force (Über die Erhaltung der Kraft). Il y procède à une généralisation de la « force vive » (appelée aujourd'hui énergie cinétique), dont Leibniz avait déjà établi qu'elle était conservée lors du choc élastique de deux corps. Dans les cas plus compliqués d'un corps qui passe d'une position à l'autre au cours de son mouvement, Helmholtz démontre qu'il est possible d'établir une relation d'égalité entre la variation de la force vive (notée mv², où m signifie la masse et v la vitesse)  et une autre grandeur que Helmholtz appelle « la somme des forces de tension (Spannkräfte) entre ces deux positions ». Le point déterminant de ce résultat est que l'égalité obtenue ne porte pas sur deux grandeurs, mais sur leurs variations entre un certain état initial et un état final, ces variations étant en outre de signe contraire. Or, si deux grandeurs subissent dans un même processus des variations égales et de signe contraire, c'est que leur somme, elle, ne varie pas, reste constante. 
La force, ainsi définie comme force conservative, devient dès lors une notion proche de celle de la matière, qui reste identique à elle-même alors qu'elle subit des transformations. Cette comparaison avec la persistance de la matière, dont les modifications d'état (solide, liquide, gazeux) ne correspondent qu'à des modifications de structure, est d'ailleurs poursuivie par Helmholtz dans son étude des processus électriques, du magnétisme, de l'électromagnétisme, puis des processus physiologiques. Elle conforte l'idée d'un principe unique régissant l'intégralité des phénomènes, et dont la matière n'est qu'une manifestation. Elle conforte également les positions d'auteurs comme Schelling ou Schopenhauer qui identifient la force (Kraft) à ce qui fait l'essence de la matière, ce par quoi elle remplit une partie de l'espace en y manifestant certaines propriétés. Toutefois, c'est dans le contexte du monisme naturaliste et de l'évolutionnisme que s'affirme l'idée que la nature consiste essentiellement dans le développement d'une même force dont la quantité reste constante.

### Spencer et la force comme «principe des principes»

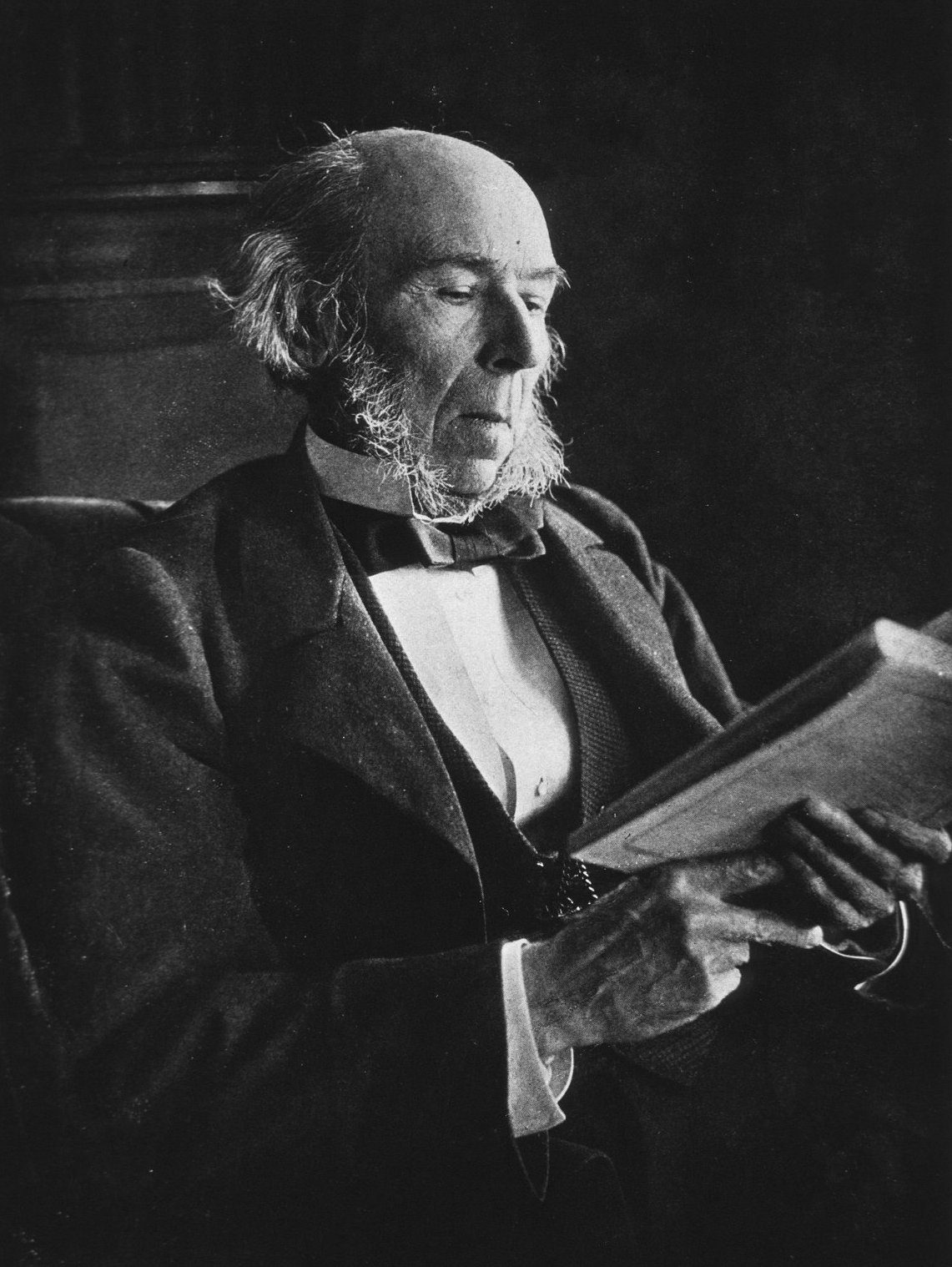
Herbert Spencer à l'âge de 73 ans.

L’œuvre du philosophe anglais Herbert Spencer est inséparable de l'idéologie du progrès qui domine dans les milieux savants de la deuxième moitié du XIXe siècle. Il élabore une doctrine qu'il qualifie lui-même d'évolutionnisme et qui s'inspire en partie des travaux scientifiques de Charles Darwin. Il généralise la notion d'évolution à la totalité du cosmos et compare la nature à un organisme vivant dont le développement consiste en un changement de l' « homogène » à l' « hétérogène », changement de structure qui va du simple au complexe, et qui ne correspond en aucun cas à une modification de substance. Ce développement est régi dans son ensemble par les deux lois que sont l'indestructibilité de la matière et la continuité du mouvement, qui dérivent elles-mêmes de la loi de la persistance de la force, loi fondamentale de la nature. 
C'est donc dans un cadre évolutionniste et moniste que Spencer reprend l'idée de conservation de la force, considérant la « Force » comme le « principe des principes ». La matière et le mouvement ne sont pour lui que des « manifestations de la Force différemment conditionnées ». Cette force présente deux formes distinctes pour notre perception : « la force intrinsèque par laquelle un corps se montre à nous comme occupant l'espace, et la force extrinsèque que l'on appelle "énergie"». Spencer aboutit finalement dans Les premiers principes à la formulation en 1862 de la célèbre « loi de l'évolution » qui présente toutes les transformations associées à l'évolution (puis à la dissolution à venir) comme des conséquences de la redistribution continue de la matière et du mouvement dont la Force constitue le principe unique. 
Le concept spencérien de la force est l'idée finale à laquelle nous conduit l'analyse de l'évolution du monde et de ses manifestations actuelles. Mais la nature de cette force, au fondement de l'esprit et de la matière, est en soi inconnaissable, et la connaissance physique que nous en avons n'est qu' « un effet conditionné d'une cause inconditionnée, la réalité relative qui nous indique une réalité absolue ». Spencer reprend ainsi à son compte la distinction kantienne des phénomènes et de la « chose en soi », qui recouvre chez lui celle des effets et des causes, affirmant par là même l'incapacité de la science à connaître la nature inconditionnée de la Force. La science se voit dès lors limitée à l'étude des seules « manifestations » de cet inconnaissable. Pour Spencer, la conception mécanique de l'univers comme ensemble de rapports dynamiques – rapports mathématiques entre les changements physiques – est compatible avec la reconnaissance de ce principe mystérieux. L'évolutionnisme peut donc réaliser une forme de synthèse entre les conceptions matérialistes et mécanistes de la nature, qui insistent sur l'idée de persistance du mouvement, et l'idéalisme allemand dans ses aspects vitalistes (Naturphilosophie).

### Ratzenhofer et la «dynamique sociale»

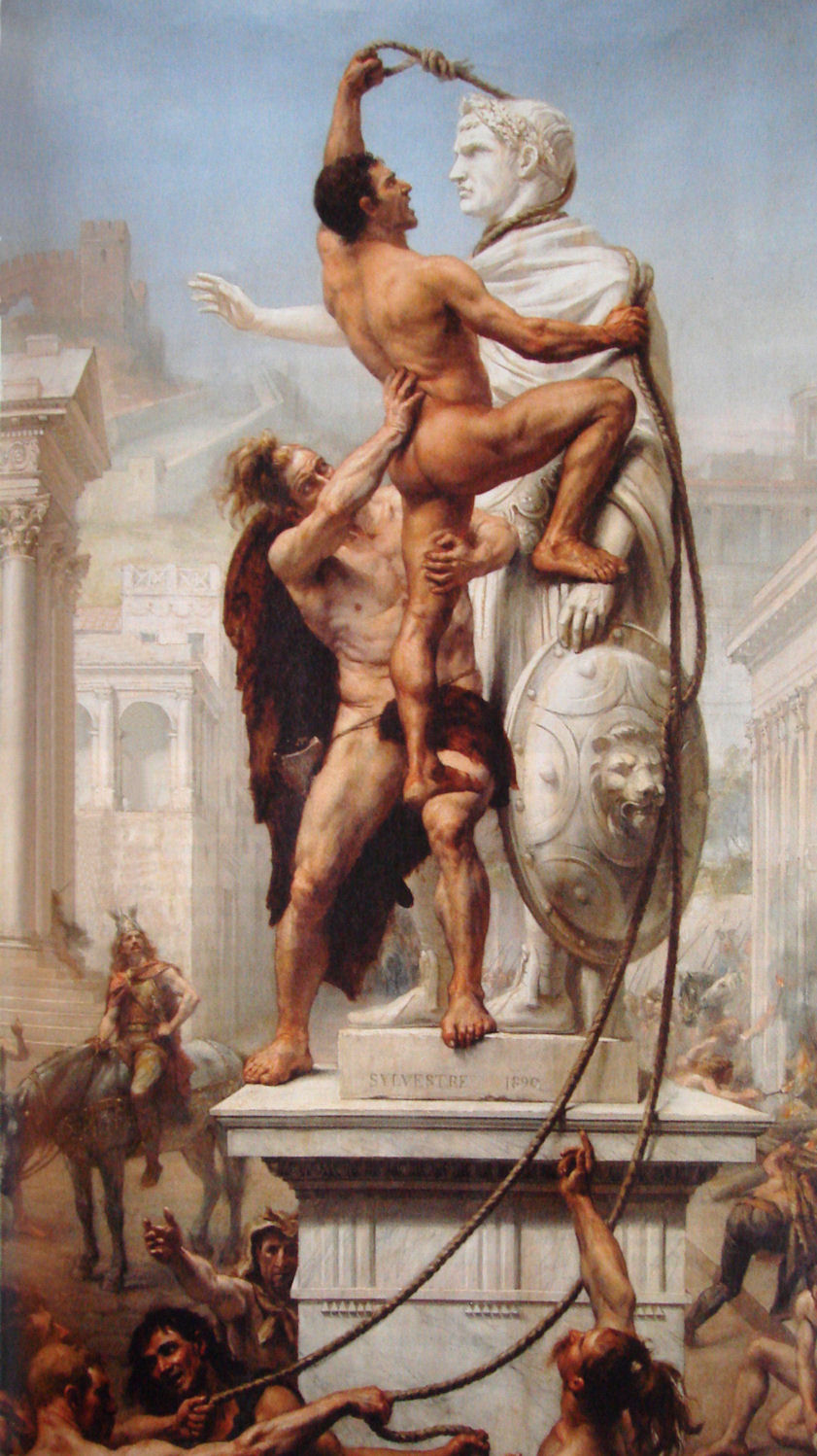
Selon Ratzenhofer, une société n'évolue que sous l'effet de luttes opposant des forces égoïstes.

Gustav Ratzenhofer est un officier de haut rang de l'armée autrichienne, philosophe, politologue et sociologue de la seconde moitié du XIXe siècle, influencé par les théories positivistes et empiristes d'Auguste Comte et John Stuart Mill, ainsi que par l'évolutionnisme social de Spencer et les idées racialistes de Ludwig Gumplowicz. Ses travaux sont assez représentatifs de la tendance intellectuelle de son époque et de son milieu à systématiser l'emploi de la notion de force pour justifier, dans une perspective naturaliste, une idéologie politique nationaliste, à caractère raciste, prônant une certaine hiérarchie entre les hommes dans la société, ainsi qu'entre les sociétés elles-mêmes. Pour Ratzenhofer, cette hiérarchie doit s'organiser en fonction des capacités des individus et des sociétés à mobiliser le plus de forces à leur avantage. 
L'idée de hiérarchie des forces est constitutive de la « dynamique sociale » de Ratzenhofer, qui se présente comme une théorie « positive », moniste et naturaliste du monde. Ratzenhofer part du principe qu'aucun phénomène, pas même culturel ou civilisationnel, n'échappe au déterminisme de la nature, dont la force correspond au pouvoir de contraindre. Il établit en ce sens des « lois de l'évolution sociale », équivalentes aux lois naturelles de l'évolution biologique. Sa célèbre « loi de l'hostilité absolue » constitue la pierre angulaire de cette théorie. Elle repose sur l'idée que les forces égoïstes – individuelles ou collectives – sont les véritables moteurs des organismes naturels et sociaux :
« Tout être organique, et ce qui en procède [les formations sociales], a tendance à s'accroître, à se développer organiquement ; s'étendant pour cela dans l'espace, il entre en conflit avec l'entourage d'une façon mécanique, et, ayant à satisfaire des besoins, il le fait activement. La croissance et le besoin sont les causes de cette hostilité des êtres entre eux – une inimitié qui est absolue, puisque ces causes sont données, d'une manière inaliénable, avec l'existence des êtres. »
La loi de l'hostilité absolue, une fois admise, doit permettre de mesurer objectivement les forces qui agissent dans le tissu social, et qui sont la source de la puissance politique d'une nation. 
D'après Ratzenhofer, la fonction principale du politique est d'harmoniser ces forces et de les canaliser par une idée motrice, sous la forme d'un mythe mobilisateur censé exprimer la personnalité politique de la nation. Il faut donc analyser les pulsions des hommes, puis les classer en fonction de leur « personnalité politique », pour prévoir ensuite, selon les circonstances, les conséquences d'une mobilisation de telle ou telle pulsion. La force de la volonté sociale soutenue par l'Etat donne quant à elle son plein rendement aux pulsions politiques individuelles.

## Nietzsche et la force comme volonté de puissance

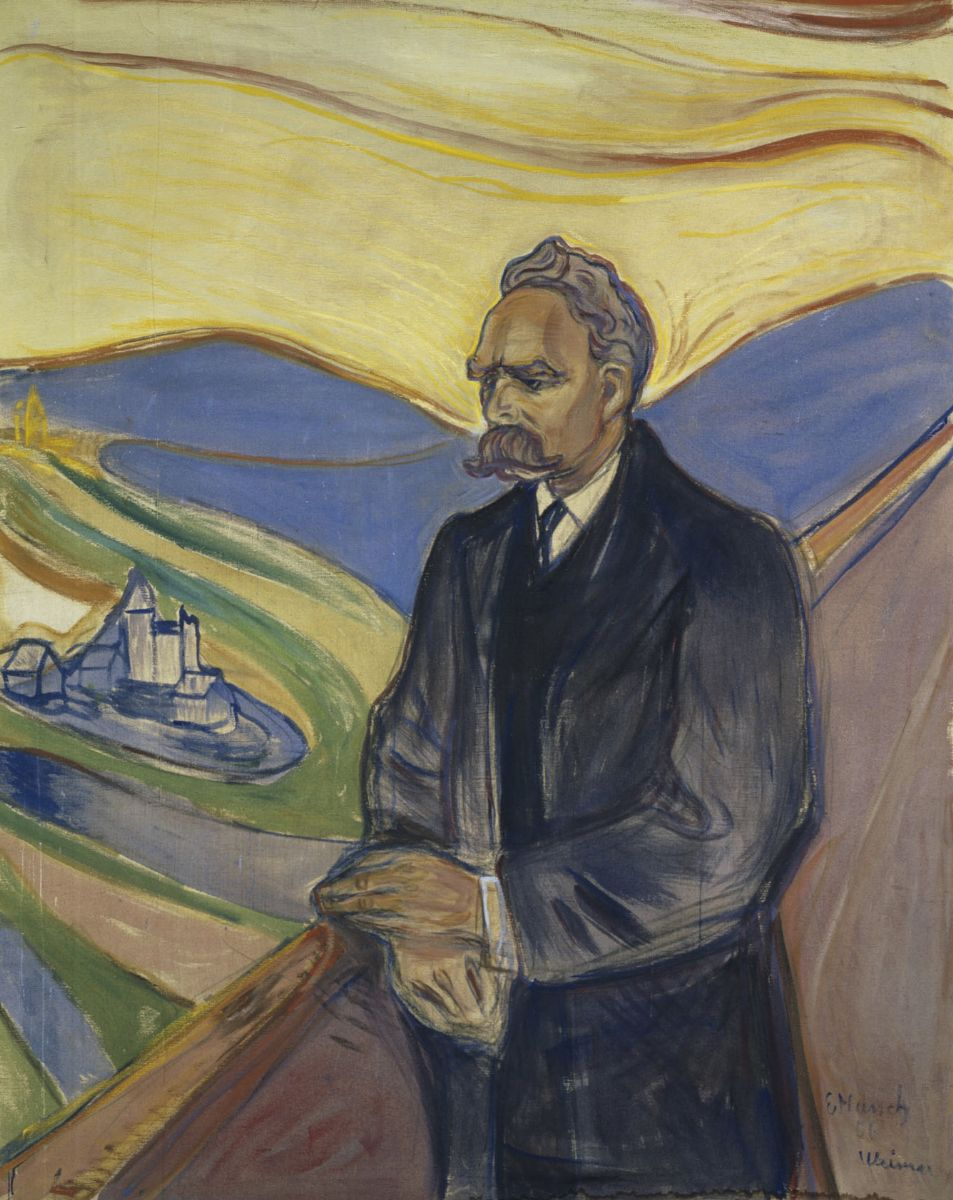
Portrait expressionniste de Friedrich Nietzsche par Edvard Munch.

Comme chez les romantiques allemands, la notion de force est avant tout chez Friedrich Nietzsche une métaphore qui ne vise pas une entité ultime à proprement parler. Elle est par ailleurs fort éloignée du concept scientifique de « force motrice », mais se rapproche comparativement de celui d' « énergie ». Il en fait un usage particulièrement appuyé pour décrire la logique qui anime le vivant. 
Nietzsche voit dans la force une expression de la volonté de puissance recouvrant les pulsions, les instincts et la production des effets. Il précise à cet égard que la force s'exprime dans l'effort pour surmonter les résistances, conformément à la structure oppositionnelle de la volonté de puissance. Dans sa Généalogie de la morale, il en donne la définition suivante :
« Un quantum de force est un quantum identique de pulsion, de volonté, de production d'effets – bien plus, ce n'est absolument rien d'autre que justement ce pousser, ce vouloir, cet exercer des effets lui-même. »
La notion de force permet d'abord de signifier la dimension quantitative de la réalité, connotation qui est absente des termes plus psychologiques d'instinct, de pulsion ou d'affect. C'est dans cette perspective de quantification que Nietzsche introduit dans sa philosophie la notion de « quanta de force », puis celle de « quanta de puissance ». Cette approche quantitative de la réalité doit rendre possible une description de la multiplicité du monde en termes de différence de degrés, et non plus de nature. Elle permet en outre de décrire la recherche de l'élévation du type humain en tant qu'accumulation de forces :
« Le dressage, comme je le comprends, est un des moyens de l'énorme accumulation de forces de l'Humanité, de sorte que les générations peuvent continuer à bâtir sur le travail de leurs ancêtres – dont, non seulement extérieurement, mais intérieurement, organiquement, ils sortent, en plus fort. »
Par ailleurs, la dimension quantitative associée à la notion de force est ce qui éclaire le sens que Nietzsche donne au rapport hiérarchique entre le « fort » et le « faible », notions relatives comme y insiste Le Gai Savoir :
« La notion d' homme fort et d' homme faible se réduit à ceci que, dans le premier cas, beaucoup de force a été héritée – c'est une somme ; dans l'autre cas, encore peu. Atavisme insuffisant, morcellement de l'héritage transmis, la faiblesse peut être un phénomène du commencement : encore peu ; ou un phénomène de la fin : plus du tout. »
La question centrale dans l'appréciation des degrés de force est bien celle de la hiérarchie, entre les hommes bien sûr mais aussi à l'intérieur de l'homme. L'homme lui-même est interprété par Nietzsche comme un groupement hiérarchique de forces, « de telle sorte qu'il y en a qui commandent, mais que celles qui commandent doivent aussi fournir à celles qui obéissent tout ce qui sert à leur subsistance, si bien qu'elles-mêmes sont conditionnées par l'existence de ces dernières ».
Mais loin de s'extérioriser sous la forme d'un affrontement physique violent et brutal, c'est sur le terrain axiologique, dans l'aptitude à se détacher des valeurs régnantes, et à créer des valeurs nouvelles, que se manifestent selon Nietzsche les degrés suprêmes de la force.

## Force vitale et vitalisme

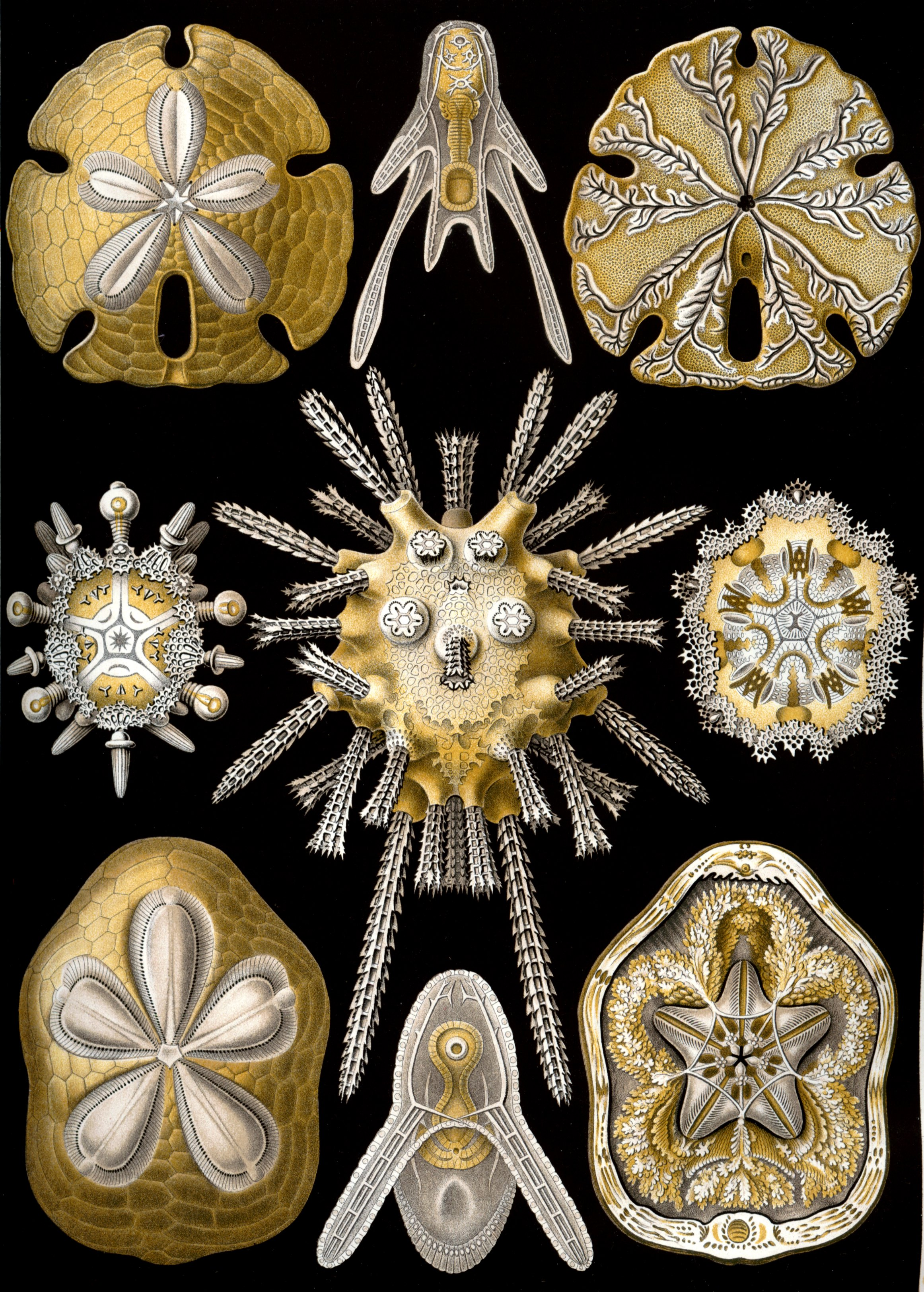
Le développement des organismes semble gouverné par une force spécifique au vivant agissant suivant un plan.

Au XIXe siècle, la notion de force tend à être complétée en mécanique par les termes scientifiquement mieux définis de « travail » ou d' « énergie cinétique », mais elle prend toute son importance dans les sciences de la vie sous le terme de « force vitale ». 
Le principe de la force vitale est le concept central du vitalisme, qui s'était propagé au cours du XVIIIe siècle à la suite du développement de l'embryologie, de la théorie de l'hérédité et de l'étude de la régénération. A cette époque, le philosophe leibnizien Christian Wolff, qui soutenait l'existence d'une finalité dans la nature, évoquait déjà l'action d'une vis essentialis (« force essentielle ») qui assumait la fonction traditionnellement attribuée à Dieu ou à l'âme dans la production, le développement et le comportement des êtres vivants. A la fin du XVIIIe siècle toutefois, le vitalisme recule face au développement des approches matérialistes et mécanistes issues des Lumières, en particulier en France, mais il connaît un regain de faveur en Allemagne dans le sillage d'une philosophie romantique de la nature (Naturphilosophie), avec par exemple Lorenz Oken, Johann Christian Reil et Gottfried Reinhold Treviranus. 
C'est plus tard avec le biologiste et philosophe Hans Driesch que le vitalisme se constitue en théorie scientifique sur le principe de la « force vitale », au tournant des XIXe et XXe siècles. Le développement des organismes est pour Driesch gouverné par une force spécifique au vivant agissant suivant un plan préformé, en dépit des forces perturbatrices provenant de l'extérieur qui peuvent en gêner le cours. 
Dans le même temps, le botaniste et philosophe de la nature Johannes Reinke développe une conception néo-vitaliste de la nature organique sur le principe de forces internes aux êtres vivants, qu'il appelle « dominants », et qui régissent les processus directionnels auxquels ils sont soumis. Les phénomènes biologiques sont ainsi dominés par des forces régulatrices qui les distinguent des mécanismes d'une machine. Ce nouveau vitalisme admet, contrairement à l'ancien, que l’organisme vivant ait la structure d’une machine, car il considère justement qu'il a autre chose qu’une structure : il est doté d'une activité autorégulatrice. L'organisme vivant est un être autonome ; la machine, au contraire, n’est rien sans son concepteur ou son opérateur et ne peut donc se suffire à elle-même. Pour Reinke, le modèle mécaniste de la force conduit nécessairement à l’idée d’un être qui, du dehors, règle le développement de l’organisme — hypothèse dualiste et théiste que le nouveau vitalisme doit justement permettre de dépasser.

### Ouvrages de référence
- Aristote, Physique, tr. fr. H. Carteron, Paris, Les Belles Lettres, 1926.
- Galileo Galilée, Discours concernant deux sciences nouvelles (1638), introduction, traduction et notes de M. Clavelin, Paris, Armand Colin, 1970.
- René Descartes, Traité de la mécanique et Principes de la philosophie (1668), in Œuvres, Paris, Adam & Tannery, Vrin-CNRS, Paris, 1996.
- Gottfried Wilhelm Leibniz, Essai de dynamique sur les lois du mouvement, où il est montré qu'il se conserve pas la même quantité de mouvement, mais la même force absolue, ou bien la même quantité de l'action motrice (1692), in P. Costabel, Leibniz et la dynamique, Paris, Hermann, 1960.
- G. W. Leibniz, De la réforme de la philosophie première et de la notion de substance (1694), in Œuvres choisies, Paris, Garnier Frères, 1939.
- G. W. Leibniz, Essai de Théodicée (1710), Paris, Brunschwig, Flammarion, G.F., 1969.
- René Dugas, La Mécanique au XVIIe siècle : Des antécédents scolastiques à la pensée classique, Neuchatel, Editions du Griffon, 1954. Préface de Louis de Broglie. 
Voir surtout le ch. 14 : La pensée mécanique de Leibniz.
- Martial Gueroult, Leibniz - Dynamique et métaphysique suivi d'une Note sur le principe de la moindre Action chez Maupertuis, Paris, Aubier-Montaigne, 1967 (réédition de Dynamique et métaphysique leibniziennes, Bulletin de la Faculté des Lettres de Strasbourg, 1935).
- Leonhard Euler, Lettres à une princesse allemande (1760-1762), Paris, Charpentier, 1843.
- Friedrich Wilhelm Joseph von Schelling, Introduction à l'esquisse d'un système de philosophie de la nature (1799), Paris, Librairie générale française (Le livre de poche), 2001.
- Johann Friedrich Herbart, Les points principaux de la métaphysique (1829), Paris, Vrin, 2005.
- Hermann von Helmholtz, Mémoire sur la conservation de la force (1847), tr. fr. L. Pérard, Paris, Masson et Fils, 1869.
- Herbert Spencer, Les premiers principes (1862), tr. fr. M. E. Cazelles, Paris, Alcan, 1894.
- Eduard von Hartmann, Métaphysique de l'Inconscient (second tome de la Philosophie de l'Inconscient, 1869), tr. fr. D. Nolen, Paris, librairie Germer Baillère et Cie, 1877.Texte en ligne
- Wilhelm Ostwald, L'énergie (1908), tr. fr. E. Philippi, Paris, Alcan, 1912.
- (en) Max Jammer, Concepts of Force : A Study in the Foundations of Dynamics, Harper Torchbook, 1962 (présentation en ligne).
- (en) Richard T. W. Arthur, Leibniz, Cambridge, Classic Thinkers, Polity, 2014 (présentation en ligne).
- (en) Richard T. W. Arthur, Monads, Composition and Force, Oxford, Oxford University Press, 2018 (présentation en ligne).